# Barciany (gemeente)
De gemeente Barciany is een landgemeente in het Poolse woiwodschap Ermland-Mazurië, in powiat Kętrzyński.
De zetel van de gemeente is in Barciany.
Op 30 juni 2004 telde de gemeente 6767 inwoners.

## Oppervlakte gegevens
In 2002 bedroeg de totale oppervlakte van gemeente Barciany 293,62 km², waarvan:
- agrarisch gebied: 82%
- bossen: 8%

De gemeente beslaat 24,21% van de totale oppervlakte van de powiat.

## Demografie
Stand op 30 juni 2004:
| Omschrijving                   | Totaal | Totaal | Vrouwen | Vrouwen | Mannen | Mannen |
| ------------------------------ | ------ | ------ | ------- | ------- | ------ | ------ |
| eenheid                        | aantal | %      | aantal  | %       | aantal | %      |
| inwoners                       | 6767   | 100    | 3350    | 49,5    | 3417   | 50,5   |
| bevolkingsdichtheid (inw./km²) | 23     | 23     | 11,4    | 11,4    | 11,6   | 11,6   |

In 2002 bedroeg het gemiddelde inkomen per inwoner 1518,06 zł.

### Administratieve plaatsen (sołectwo)
Aptynty, Asuny, Barciany, Bobrowo, Drogosze, Duje, Frączkowo, Gęsie Góry, Gęsiki, Kąpławki, Krelikiejmy, Modgarby, Mołtajny, Momajny, Ogródki, Podławki, Radosze, Rodele, Silginy, Skandawa, Skierki, Solkieniki, Suchawa, Wilkowo Małe, Winda.

### Overige plaatsen
Arklity, Błędowo, Cacki, Czaczek, Dębiany, Dobrzykowo, Garbnik, Garbno, Gęsiniec Wielki, Glinka, Główczyno, Górki, Gradowo, Gumniska, Kiemławki Małe, Kiemławki Wielkie, Kolwiny, Kotki, Krymławki, Krzeczewo, Kudwiny, Maciejki, Markławka, Markuzy, Michałkowo, Moruny, Niedziały, Niedziałki, Pastwiska, Pieszewo, Piskorze, Radoski Dwór, Rowy, Ruta, Rutka, Rzymek, Skoczewo, Sławosze, Staniszewo, Stary Dwór Barciański, Szaty Wielkie, Święty Kamień, Taborzec, Wielewo, Wilkowo Wielkie, Zalewska Góra.

## Aangrenzende gemeenten
Kętrzyn, Korsze, Sępopol, Srokowo. De gemeente grenst aan Rusland (obwód kaliningradzki).